# Julia Malinova
Julia Malinova, nacida Jakovlevna Scheider (en búlgaro: Юлия Маринова (Яковлевна Шнайдер)    ) (1869-1955), fue una sufragista búlgara y activista por los derechos de las mujeres. Fue cofundadora de la Unión de Mujeres de Bulgaria, y fue su presidenta en dos ocasiones: en 1908-1910, y de 1912 a 1926, además de editora del periódico Zhenski glas ("Voz femenina"), periódico oficial de la Unión de Mujeres de Bulgaria.

## Biografía
Malinova nació en 1869 en el seno de una familia judía rusa. Recibió una educación universitaria en Francia y Suiza donde se sintió atraída por las ideas liberales contemporáneas. Llegó a Sofía a partir de una invitación de la familia del profesor Mykhailo Drahomanov (1841-1895). Se convirtió a la religión ortodoxa antes de casarse con el abogado Alexander Malinov, que más tarde sería primer ministro de Bulgaria. 

### Unión de Mujeres de Bulgaria
Fue cofundadora de la Unión de Mujeres de Bulgaria y miembro de su primer equipo de dirección, una posición propia del espíritu de la revolución rusa y de su educación en medios liberales.
A partir de 1899, editó el periódico Zhenski glas ("Voz femenina") con la maestra, socialista y escritora Anna Karima, esposa del socialista Yanko Sakazov hasta 1901, cofundaron la Unión de Mujeres de Bulgaria con Karima como su primera presidenta. La organización fue una organización paraguas de las 27 organizaciones locales de mujeres que se habían creado en Bulgaria desde 1878. Fue fundada como una respuesta a las limitaciones de la educación de las mujeres y el acceso a los estudios universitarios en la década de 1890.
En 1908 mientras era presidenta de la Unión de Mujeres de Bulgaria logró que la organización fuera aceptada en el Consejo Internacional de Mujeres y en el International Alianza Internacional de Sufragio Femenino cuando Malinova asistió al Congreso de Estocolmo de la IAW en 1911. Tras un periodo de inestabilidad de la organización, durante su mandato impulsó que la organización estuviera abierta para todas las clases y convicciones políticas convirtiéndose en una organización "realmente feminista". Clarificando sus objetivos y estrategias la organización incorporó la agenda del movimiento internacional de mujeres entre ellos la lucha por los derechos políticos y civiles de las mujeres, igualdad de derechos en la educación entre hombres y mujeres, acceso para las mujeres a cualquier profesión, campañas contra el tráfico de mujeres y regulación estatal de la regulación de la prostitución, paz y desarrollo, etc. 
En 1925 fue delegada en el Congreso de Washington de la ICW.  Dejó el puesto de presidenta en 1926 y fue sucedida por Dimitrana Ivanova sin embargo continuó militando a finales de los años 20 y en los años 30. Estuvo al frente de un orfanato de la sociedad Milosurdie y fundó Suiuz na siratsite, una Unión de Orfanatos así como una casa de verano para huérfanos en la ciudad de Berkovitsa. También creó un servicio para apoyar las oportunidades de empleo y la independencia de las mujeres. 
Malinova murió en 1953